# Observatorio de Cincinnati
El Observatorio de Cincinnati (nombre original en inglés: Cincinnaty Observatory), se encuentra en Cincinnati, Ohio (EE. UU.), sobre la cima del monte Lookout. Fundado en 1842, es el observatorio profesional más antiguo de los Estados Unidos.

## Historia

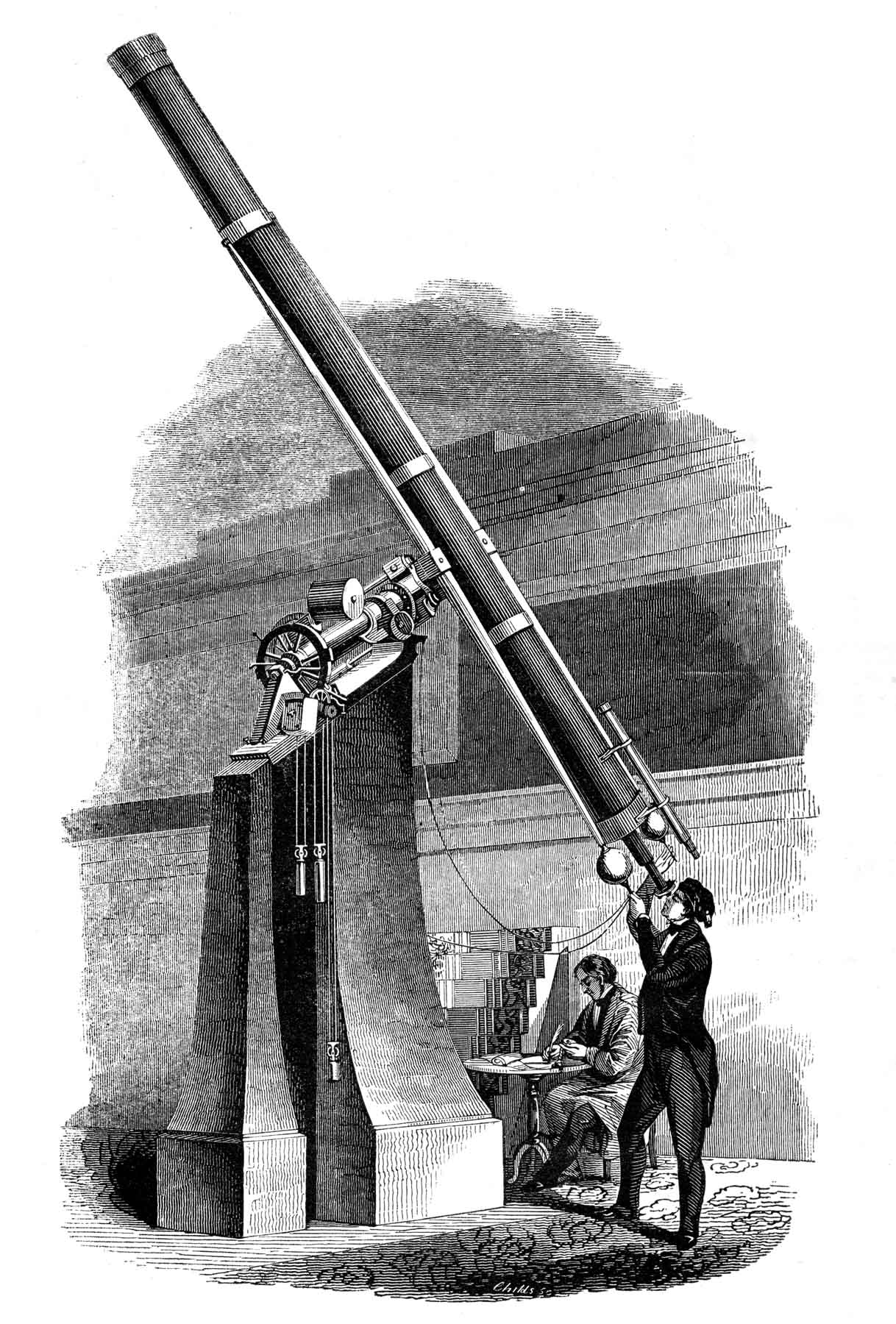
Ilustración del telescopio refractor Merz de 27,94 cm (Imagen deSmith's Illustrated Astronomy, de 1848)

El Observatorio de Cincinnati, inicialmente en la cima del monte Ida (una colina que tiene vistas al centro de Cincinnati), fue construido por Ormsby M. Mitchel. El acaudalado productor de vinos Nicholas Longworth donó 1,6 hectáreas de terreno para emplazarlo. La piedra clave fue puesta el 9 de noviembre de 1843, presidiendo la ceremonia el entonces Presidente de los Estados Unidos John Quincy Adams, con una introducción del juez Jacob Burnet. Adams, a sus 77 años de edad, iba a pronunciar su último discurso público. Tras su fallecimiento, el monte Ida fue rebautizado como monte Adams en su honor.
En 1871, el Observatorio pasó a ser controlado por la Universidad de Cincinnati, y en 1873 fue trasladado desde el monte Adams al monte Lookout (donde se ha mantenido desde entonces), con el fin de evitar el humo y la suciedad del cielo de la ciudad. El suelo sobre el que se encuentra desde entonces, fue donado a la ciudad por John Kilgour en 1872. Una estructura más pequeña, el edificio Mitchel, mantiene el telescopio original trasladado desde el Observatorio del monte Adams. El edificio de 1873 fue construido por la firma del arquitecto de Cincinnati Samuel Hannaford.
En la actualidad, el antiguo emplazamiento del monte Adams está ocupado por el Holy Cross Monastery and Chapel.
El Observatorio fue declarado monumento histórico nacional en 1998.

## Eponimia
- El asteroide (1373) Cincinnati, descubierto por Edwin Hubble fue designado con este nombre para honrar al personal del Observatorio.

## Instrumentos
- 1845 (27,94cm) G. & S. Merz Telescopio refractor. La empresa Alemania G. & S. Merz (« Georg y Joseph Merz») estuvo activa (con distintos nombres) entre 1793 y 1867, fabricando numerosos telescopios.[14]{[15][16][17][18][19][20]
- 1904 (40,64cm) Alvan Clark & Sons Telescopio refractor.